# جبهه ملی افغانستان
جبهه ملی افغانستان در اواخر سال ۱۳۹۰ توسط احمد ضیاء مسعود، محمد محقق و عبدالرشید دوستم بنیان‌گذاری شد. به‌طور کلی از این جبهه به عنوان اصلاحاتی در بخش‌های شاخه نظامی ائتلاف شمال یاد می‌شود که با پشتیبانی آمریکا در سال ۱۳۸۰ طالبان را از قدرت در افغانستان کنار گذاشتند. جبهه ملی به شدت مخالف بازگشت طالبان به قدرت است و توانایی‌های نظامی قابل توجهی را حفظ کرده‌است. رئیس جبهه ملی احمد ضیاء مسعود، برادر کوچک‌تر احمد شاه مسعود است که دو روز پیش از حملات ۱۱ سپتامبر در سال ۲۰۰۱ کشته شد.